# IBM-Verkabelungssystem
Das IBM-Verkabelungssystem (IVS) (engl. IBM Cabling System (ICS)) bezeichnet eine Spezifikation der Firma IBM für Kabel, Stecker, Patchpanels und andere passive Verkabelungselemente.

## Geschichte
In den Anfangszeiten der EDV waren für die diversen Computersysteme unterschiedlichste, meist proprietäre, Datenkabel in Gebrauch, die untereinander inkompatibel waren. Diese Kabel hatten einen unterschiedlichen Aufbau (koaxial, twinaxial, verdrillt), unterschiedliche Stecker (BNC, N-Typ, DB) und unterschiedliche Impedanz (50 Ohm, 93 Ohm, 100 Ohm, 105 Ohm).
Als die Firma IBM in den 1980er Jahren das Token-Ring-Netzwerk entwickelte, wurden parallel dazu auch neue Kabeltypen entwickelt.
Kernstück des IVS war ein zweipaariges Twisted-Pair-Kabel, sowie ein hermaphroditischer Stecker, der so genannte IBM-Stecker oder auch IVS-Stecker nach IEEE 802.5. Während der Stecker, der sowohl Stecker als auch Buchse war, also in sich selber gesteckt werden konnte, für alle Teile der festverlegten Verkabelung vorgesehen war, hatten die "Token-Ring"-Endgeräte eine neunpolige DB-Buchse.

## Kabeltypen
Im IVS wurden die Kabel unter „Typen“ zusammengefasst. Die in Europa am meisten verbreiteten Typen waren 1 und 6:
Typ 1
STP (Shielded Twisted Pair), 2 Adernpaare 22 AWG solid, 150 Ohm, 16 MHz; Verlegekabel
Typ 2
entspricht Typ 1 mit 4 zusätzlichen Adern für Telefonleitung
Typ 3
UTP, 100 Ohm
Type 5 & 5J
Glasfaserkabel
Typ 6
STP, 2 Adernpaare 26 AWG Litze, 150 Ohm, 16 MHz; Patchkabel
Typ 8
Flaches Verlegekabel
Typ 9
STP, 2 Adernpaare 26 AWG Litze, 150 Ohm, 16 MHz; Endgeräte-Anschlusskabel

### Erweitert
Die erweiterte STP-A Verkabelung für Frequenzen bis 300 MHz wurde im TIA/EIA 568-A Standard spezifiziert.
- Typ 1A
- Typ 2A
- Typ 6A
- Typ 9A

## Bedeutung

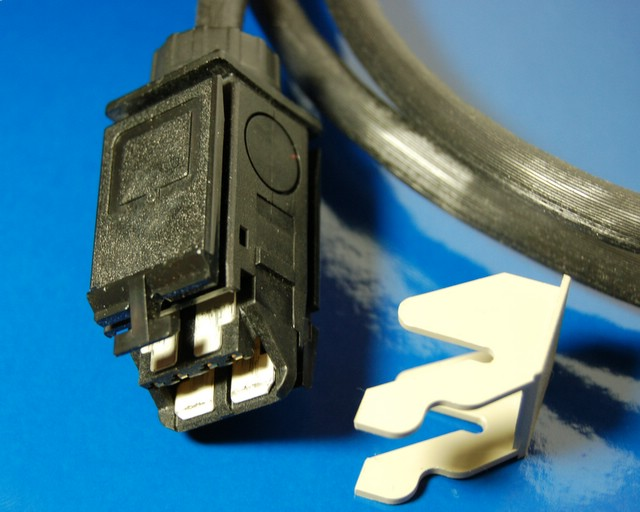
IBM-Stecker

Später wurde die Spezifikation erweitert und verschiedene Kabeltypen erhielten ein "A" (zum Beispiel "IBM Typ 1A") als Zeichen dafür, dass sie für einen erweiterten Frequenzbereich bis 300 MHz zugelassen sind.
Die Intention hinter dem IVS war aber nicht nur, ein Kabel für den Token-Ring zu entwickeln, vielmehr sollte ein universelles Verkabelungssystem entworfen werden, mit dem alle bisher gebräuchlichen IBM-Geräte über eine einheitliche Gebäudeverkabelung angeschlossen werden können. Hierzu wurde in das IVS eine Reihe von Adaptersteckern, so genannte Baluns, aufgenommen. Baluns sind nicht nur reine mechanische Umsetzer der verschiedenen Steckertypen, sondern nehmen vor allem eine Impedanzanpassung vor, damit es an der Schnittstelle beider Kabeltypen nicht zu störenden Wellenreflexionen kommt.
Auf diese Weise konnte zum Beispiel ein 3270-Endgerät, welches über einen BNC-Anschluss für ein RG-62 Koaxialkabel verfügt, über eine Gebäudeverkabelung mit IVS-Steckern an seine Steuereinheit angeschlossen werden – vorausgesetzt, an jedem Ende der IVS-Kabelstrecke sitzt ein entsprechender Balun.